# Șip
Șipul (Acipenser sturio) este un pește marin, bentonic, anadrom, din familia acipenseride (Acipenseridae), amenințat cu dispariția, care era răspândit  pe litoralul atlantic al Europei până în Norvegia, mările Baltică, Nordului, Mediterană, Adriatică și Neagră. Urca pe fluvii pe distanțe lungi. Astăzi, această specie trăiește doar în râul Garonne (Franța). În România nu s-a mai pescuit de 60 de ani și este considerată ca specie dispărută,  în trecut se întâlnea în tot lungul litoralului și în fața gurilor Dunării, iar în Dunăre era semnalat numai în deltă. 
Lungimea obișnuită 80-100 cm, maximă 6 m. Greutatea obișnuită 80 kg, maximă 400 kg. Poate trăi 100 de ani,  obișnuit nu depășește 25 ani. Are corpul alungit, gros în partea anterioară, comprimat lateral în cea posterioară. Solzi ganoizi există numai în regiunea caudală, în rest corpul este acoperit cu 5 șiruri longitudinale de scuturi osoase: un șir impar dorsal, câte un șir lateral și ventral pe fiecare latură. Capul este complet acoperit de plăci osoase. Botul de lungime mijlocie, aproape triunghiular, cu vârful rotunjit, cu 4 mustăți scurte, nefranjurate, pe fața inferioară. Gura inferioară transversală; dinții lipsesc; buza superioară subțire, cea inferioară despicată. Înotătoarea dorsală și anală situate în partea posterioară a corpului. Înotătoarea caudală heterocercă, cu doi lobi, unul superior mai mare și altul inferior mai mic. Spatele galben-cafeniu, uneori cu marmorații verzui, abdomenul alb sau gălbui, flancurile albe, uneori argintii.
Hrana în Marea Neagră consta mai ales din hamsii (Engraulis),  în alte mări din nevertebrate bentonice. Specie migratoare anadromă, petrece cea mai mare partea a vieții în mare. Urcă pe fluvii în lunile aprilie-mai, pentru a-și depune icrele în locurile cu curent puternic, pe fund de pietriș. O femelă depune 800 000—2 400 000 de boabe de icre.
Are valoare economica, fiind pescuit. Carnea este mai puțin gustoasă decât a celorlalți sturioni. Icrele sale sunt de calitate inferioară.